# Ячевек
Ячевек (пол. Jaczewek) — село в Польщі, у гміні Добре Мінського повіту Мазовецького воєводства.
Населення — 24 особи (2011).
У 1975-1998 роках село належало до Седлецького воєводства.

## Демографія
Демографічна структура станом на 31 березня 2011 року:
|          | Загалом | Допрацездатний вік | Працездатний вік | Постпрацездатний вік |
| -------- | ------- | ------------------ | ---------------- | -------------------- |
| Чоловіки | 15      | 1                  | 12               | 2                    |
| Жінки    | 9       | 1                  | 4                | 4                    |
| Разом    | 24      | 2                  | 16               | 6                    |